# 나를 잊지 말아요
"나를 잊지 말아요"는 2015년에 제작, 2016년에 개봉한 대한민국의 영화이다.

## 캐스팅

### 주요인물
- 정우성 : 연석원 역
- 김하늘 : 김진영 역
- 배성우 : 오권호 역
- 장영남 : 김영희 역

### 주변인물
- 조이진 : 선희 역
- 임주은 : 이보영 역
- 허진 : 석원엄마 역
- 이준혁 : 신현호 역
- 소희정 : 정신과의사 역
- 최규환 : 조 검사 역
- 윤다경 : 서 팀장 역
- 김봉근 : 노인 역
- 이달 : 순경 역
- 황인준 : 경사 역
- 이은이 : 김비서 역
- 배윤범 : 후배변호사 역
- 차청화 : 웨딩 직원 역
- 김빈 : 경준애인 역
- 이승원 : 판사 역
- 박은영 : 친척아줌마 역
- 최한별 : 간병인 역
- 권방현 : 창구직원 역
- 김수연 : 간호사 1 역
- 함서희 : 간호사 2 역
- 강석원 : 행동검사원 역
- 백예분 : 할머니 역
- 윤영섭 : 세탁아줌마 역
- 고재운 : 입갑판사장 역
- 박미애 : 미사포여자 역
- 전대욱 : 사진기친구 역
- 송윤 : 접수간호사 역
- 전재홍 : 사고의사 역
- 신동력 : 영안실직원 역
- 신기원 : 상조회사직원 역
- 이도우 : 젊은 석원모 역
- 이봉근 : 보석상주인 역
- 구나원 : 길거리여자 역
- 임태호 : 오사무장 역
- 조휘준 : 보영아들 역
- 유승용 : 어린 석원 역
- 조수아 : 신생아동운 역
- 최준환 : 앞차꼬마 역
- 이우주 : 앞집아이 역
- 문희준 : 객석꼬마 역
- 홍기표 : 구급대원 1 역
- 이상훈 : 구급대원 2 역
- 석보배 : 진영친구 역
- 김현숙 : 우는여자 역
- 온주완 : 김동건 역 (특별출연)
- 권해효 : 박경준 역 (특별출연)